# La Punt Chamues-ch
La Punt Chamues-ch ( ; en italien et en allemand : Ponte-Campovasto) est une commune suisse du canton des Grisons.

## Géographie

Vue aérienne (1964)

La Punt Chamues-ch est traversée par l'Inn. C'est le point de jonction entre la route qui vient du col de l'Albula et celle qui relie Saint-Moritz à Scuol. Son nom vient vraisemblablement du pont qui enjambe l'Inn. Les deux parties du village sont La Punt, au nord, sur les pentes douces de l'Albula et au bord de l'Inn, et Chamues-ch, au sud, où se trouve la mairie et la poste.
Müsella est une petite station de ski située à La Punt Chamues-ch. Elle tire son nom du Munt Müsella, qui est la montagne qui surplombe la commune. En romanche, müsella signifie souris. 
La station ne comporte qu'une seule remontée mécanique, un petit téléski et deux pistes de part et d'autre du tire-fesses.
Elle s'adresse donc avant tout aux enfants et aux débutants.

## Éphéméride
La sixième étape de l'édition 2010 du Tour de Suisse cycliste se termine à La Punt le jeudi 17 juin 2010, après le passage par le col de l'Albula. Elle est remportée par le Néerlandais Robert Gesink de l'équipe Rabobank.